# Bernd W. Klöckner
Bernd W. Klöckner (* 1966 in Koblenz) ist ein deutscher Autor und Coach.

## Leben
Klöckner absolvierte an der FH Koblenz ein Studium der Betriebswirtschaftslehre, das er als Diplom-Betriebswirt (FH) abschloss. Darüber hinaus erwarb er die Abschlüsse Master of Arts in Erwachsenenbildung (Technische Universität Kaiserslautern) und Master of Science in Wirtschaftspsychologie (Europäische Fernhochschule Hamburg). Er studierte bis 2013 an der Fakultät für Management der Comenius-Universität in Bratislava, wo er mit einer Schrift zum Thema Systemisch verkaufen und beraten in der Finanzbranche: Dauerhaft erfolgreich durch gelingende Kundenbindung zum Ph.D. promoviert wurde. Insgesamt hat er laut eigener Homepage Hochschulabschlüsse in Betriebswirtschaft, Erwachsenenbildung, Unternehmensführung und Wirtschaftspsychologie.
Klöckner schult speziell Finanzdienstleister in Verkaufsmethodik und ist Autor mehrerer Sachbücher. Er begründete das Bernd W. Klöckner Rechen-Training zur angewandten Finanzmathematik und führt dazu Seminare und Trainings seit 1998 durch. Er tritt zudem als Experte für Finanz- und Rentenangelegenheiten in Funk und Fernsehen auf. Klöckner trainiert neben der Finanzbranche Berater, Verkäufer und Führungskräfte aller Branchen, ebenso Rechtsanwälte, Ärzteberater und andere. 2018 war Klöckner als Dozent für Organizational Behavior und Financial Management am Campus Berlin der IUBH Internationale Hochschule tätig. Er lebt mit seiner Familie in Berlin.
Klöckner ist zudem Inhaber und Geschäftsführer der „Erfolg & Geld Verlag Bernd W. Klöckner e.K.“, die seit 2011 ihren Firmensitz in Hillscheid hat zuvor war die Firma in Braubach gemeldet.

## Werke (Auswahl)
- Gewinnen mit Aktien. Chancen für Einsteiger. Falken, Niedernhausen 1999, ISBN 3-635-60537-9.
- Systematisch reich! Was Sie tun müssen, damit das Geld zu Ihnen kommt. Goldmann, München 2000, ISBN 3-442-16270-X.
- Systematisch reich mit Aktienfonds! Die Erfolgsgeheimnisse der Gewinner. Goldmann, München 2000, ISBN 3-442-16327-7.
- Die Magie des Erfolges. Ihr Weg zu persönlichem und finanziellem Reichtum und Wohlstand. Goldmann, München 2001, ISBN 3-442-16330-7.
- Mit Taschengeld zum Millionär. Das Lehrbuch zum Reichwerden. Goldmann, München 2002, ISBN 3-442-16391-9.
- Reich ohne Risiko. Wie Sie 10 % Rendite und mehr erzielen in guten und in schlechten Börsenzeiten. Goldmann, München 2002, ISBN 3-442-16448-6.
- Systematisch reich mit Immobilien. Basiswissen und erfolgreiche Strategien für Bauherren und Anleger. Goldmann, München 2003, ISBN 3-442-16449-4.
- mit Heinrich Bockholt, Werner Dütting: Rechentraining fur Finanzprofis. Kapitalanlagen und Finanzierungen sicher analysieren. Gabler, Wiesbaden 2003, ISBN 3-409-12400-4.
- Die gierige Generation: Wie die Alten auf Kosten der Jungen abkassieren. Heyne, München 2005, ISBN 3-453-62004-6.
- mit Steffen Horn, Werner Dütting: Kompaktwissen Altersvorsorge. Gabler Verlag, Wiesbaden 2010, ISBN 978-3-8349-8598-9, doi:10.1007/978-3-8349-8598-9.
- mit Werner Dütting: Die Rentenlüge 2.0. Entkommen Sie der Armutsfalle. Wiley-VCH, Weinheim 2011, ISBN 978-3-527-50622-4.
- Rechentraining für Finanzdienstleister. Der direkte Weg zu mehr Kunden, Umsatz und Empfehlungen. 3. Auflage, Gabler, Wiesbaden 2014, ISBN 978-3-8349-3750-6, doi:10.1007/978-3-8349-3750-6.
- Systemisch verkaufen und beraten in der Finanzbranche: Dauerhaft erfolgreich durch gelingende Kundenbindung. Springer Gabler, Wiesbaden 2014, ISBN 978-3-658-05862-3 (Hochschulschrift).